# Република на седемте острова
Република на седемте съединени острова (на гръцки: Πολιτεία τῶν Ἑπτὰ Ἑνωμένων Νήσων) е историческо държавно образувание, съществувало в периода 1800 – 1807 г. като протекторат на Руската и Османската империя. Тя обхваща основните големи и по-малките гръцки острови в Йонийско море. Учредена е през 1800 г. в Цариград с протокол, който постановява пълна вътрешна автономия под сюзеренитета на Високата Порта. Преди това, в резултат на Наполеоновите войни, е под управлението на Франция (1797 – 1799). През 1799 г. флотите на Русия и Турция завземат островите и приключват двугодишното френско управление. През 1803 г. е приета конституция (в изработването ѝ взема участие Йоанис Каподистрияс), по която Йонийските острови се управляват до 1807 г., когато отново са окупирани от Франция и стават френска провинция. След окончателния разгром на Наполеон I в 1814 г. островите от Йонийско море минават под английска власт и стават Йонийска република.